# محمد يونس
البروفيسور محمد يونس (مواليد 28 يونيو 1940)، هو رجل أعمال ومصرفي وخبير اقتصادي وزعيم مجتمع مدني من بنغلاديش، يشغل حاليًا منصب كبير مستشاري الحكومة المؤقتة في بنغلاديش، وأستاذ الاقتصاد السابق في جامعة شيتاجونج إحدى الجامعات الكبرى في بنغلاديش، ومؤسس بنك غرامين وحاصل على جائزة نوبل للسلام عام 2006.
ولد محمد يونس عام 1940 في مدينة شيتاجونج، التي كانت تعد في ذلك الوقت مركزًا تجاريًا لمنطقة البنغال الشرقي في شمال شرق الهند، كان والده يعمل صائغًا في المدينة، وهو ما جعله يعيش في سعة من أمره فدفع أبناءه دفعًا إلى بلوغ أعلى المستويات التعليمية، غير أن الأثر الأكبر في حياة يونس كان لأمه «صفية خاتون» التي ما كانت ترد سائلاً فقيرًا يقف ببابهم، والتي تعلّم منها أن الإنسان لا بد أن تكون له رسالة في الحياة.
في عام 1965 حصل على منحة من مؤسسة فولبرايت لدراسة الدكتوراه في جامعة فاندربيلت بولاية تينيسي الأمريكية، وفي فترة التحاقه بالبعثة نشبت حرب تحرير بنغلاديش (باكستان الشرقية سابقًا) واستقلالها عن باكستان (أو باكستان الغربية في ذلك الوقت)، وقد أخذ يونس من البداية موقف المساند لبلاده بنغلاديش في الغربة، وكان ضمن الحركة الطلابية البنغالية المؤيدة للاستقلال، التي كان لها دور بارز في تحقيق ذلك في النهاية. وبعد مشاركته في تلك الحركة عاد إلى بنغلاديش المستقلة حديثا في عام 1972 ليصبح رئيسًا لقسم الاقتصاد في جامعة شيتاجونج، وكان أهالي بنغلاديش يعانون ظروفًا معيشية صعبة، وجاء عام 1974 لتتفاقم معاناة الناس بحدوث مجاعة قُتل فيها ما يقرب من مليون ونصف المليون.
وبسبب تفاقم أوضاع الفقراء في بلاده، مضى يحاول إقناع البنك المركزي أو البنوك التجارية بوضع نظام لإقراض الفقراء بدون ضمانات، وهو ما دعا رجال البنوك إلى السخرية منه ومن أفكاره، زاعمين أن الفقراء ليسوا أهلًا للإقراض.
لكنه صمم على أن الفقراء جديرون بالاقتراض، واستطاع بعد ذلك إنشاء بنك جرامين في عام 1979 في بنغلاديش، لاقراض الفقراء بنظام القروض متناهية الصغر التي تساعدهم على القيام بأعمال بسيطة تدر عليهم دخلا معقولًا. وقد حصل على جائزة نوبل للسلام عام 2006. وفي 1 يناير 2024 قضت محكمة في بنجلاديش بسجن محمد يونس الحائز جائزة نوبل للسلام 6 أشهر، وذلك بتهمة انتهاك قوانين العمل في العاصمة دكا، وفق ما أفاد المدعي العام خورشيد علم خان، في قضية يقول أنصاره إنها ذات دوافع سياسية.
بعد حل البرلمان في 6 أغسطس 2024 إثر احتجاجات قوية عمت البلاد، رشح الرئيس البنغلاديشي محمد شهاب الدين يونس لشغل منصب رئيس الحكومة المؤقتة في بنغلاديش، استجابة لمطالب الطلاب في أعقاب استقالة رئيسة الوزراء السابقة الشيخة حسينة. وقد سهلت تبرئته في الاستئناف في اليوم التالي من تهم انتهاك قانون العمل، والتي اعتُبرت ذات دوافع سياسية، عودته إلى البلاد وتعيينه.

## النشأة والتعليمية

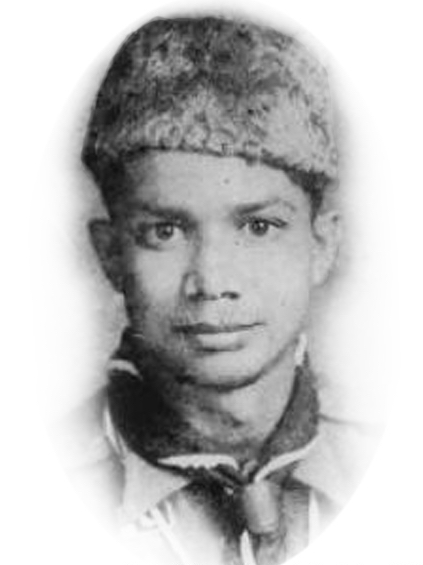
يونس ككشاف في عام 1953

هو الثالث من تسعة أخوة، ولد محمد يونس سوداكر يوم 28 يونيو 1940 من عائلة مسلمة في قرية باتوا. كان والده الحاج محمد دُلها ميان السوداكر صائغ، وكانت والدته صوفيا خاتون. قضى طفولته المبكرة في القرية حتى عام 1944، حيث انتقلت عائلته إلى مدينة جاتجام، وانتقل إلى مدرسة قريته (لامابازار الابتدائية)، وبحلول عام 1949، توفيت الدته بمرض النفسي. اجتاز شهادة الثانوية العامة من مدرسة جاتجام وحصل على الترتيب 16 من 39,000 طالب في باكستان الشرقية، وخلال سنوات دراسته، كان مشاركاً في الكشافة، وسافر إلى باكستان الغربية والهند في عام 1952، وإلى كندا في عام 1955 لحضور المهرجانات. وبعدها درس محمد يونس في كلية شيتاغونغ، وأصبح عضواً نشطاً في الأنشطة الثقافية وحصل على جوائز للدراما. وفي عام 1957 التحق في قسم الاقتصاد في جامعة دكا، وأكمل درجة البكالوريوس في عام 1960، والماجستير في عام 1961.

### حياته بعد التخرج
بعد تخرجه، انضم محمد يونس إلى مكتب الاقتصاد كمساعد باحث مع باحثو الاقتصاد: الأستاذ نور الإسلام والأستاذ رحمان سبحان. ثم تم تعيينه محاضراً في الاقتصاد في كلية شيتاغونغ في عام 1961. وأنشأ خلال هذه الفترة مصنعاً للتعبئة والتغليف. في عام 1965، حصل على منحة فولبرايت للدراسة في الولايات المتحدة، وحصل على درجة الدكتوراة في الاقتصاد من جامعة فاندربيلت لبرنامج الدراسات العليا في التنمية الاقتصادية في عام 1971. وكان محمد يونس من 1969 إلى 1972 أستاذاً مساعداً في الاقتصاد في جامعة ولاية تينيسي الوسطى في مورفريسبورو.
خلال حرب تحرير بنغلاديش في عام 1971، أسس محمد يونس لجنة للمواطنين البنغاليين في الولايات المتحدة، تطالب بدعم تحرير بنغلاديش، وبعد الحرب عاد إلى بنغلاديش وعين في لجنة التخطيط في الحكومة والتي كان يرأسها نور الإسلام، فوجد هذه الوظيفة مملة واستقال للانضمام لجامعة شيتاغونغ رئيساً لقسم الاقتصاد. بعد مراقبته للمجاعة في عام 1974، أصبح يشارك في الحد من الفقر، ووضع برنامج اقتصادي لسكان الريف كمشروع بحث.

## الحياة المهنية

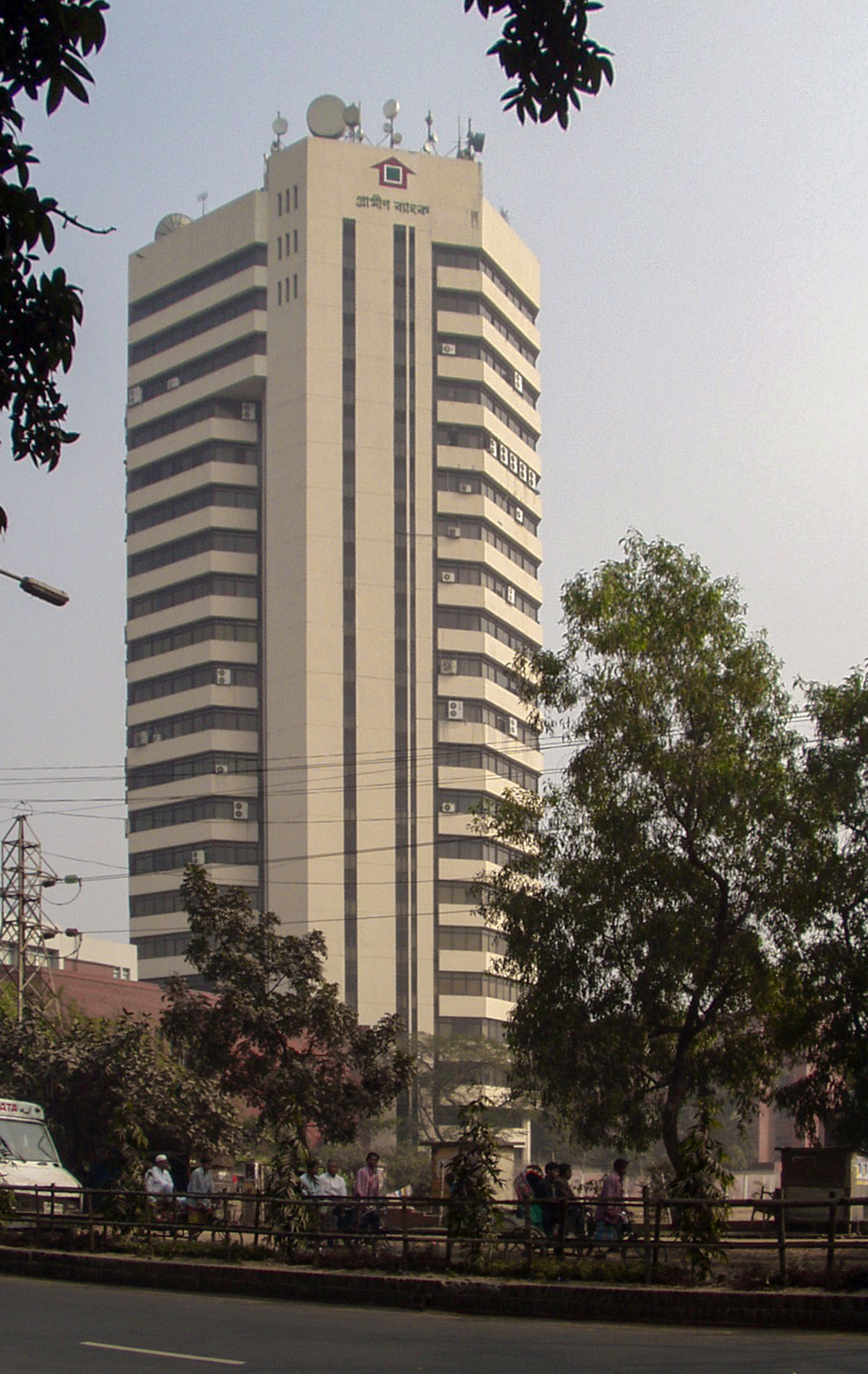
المكتب الرئيسي لبنك جرامين في ميربور 2، دكا

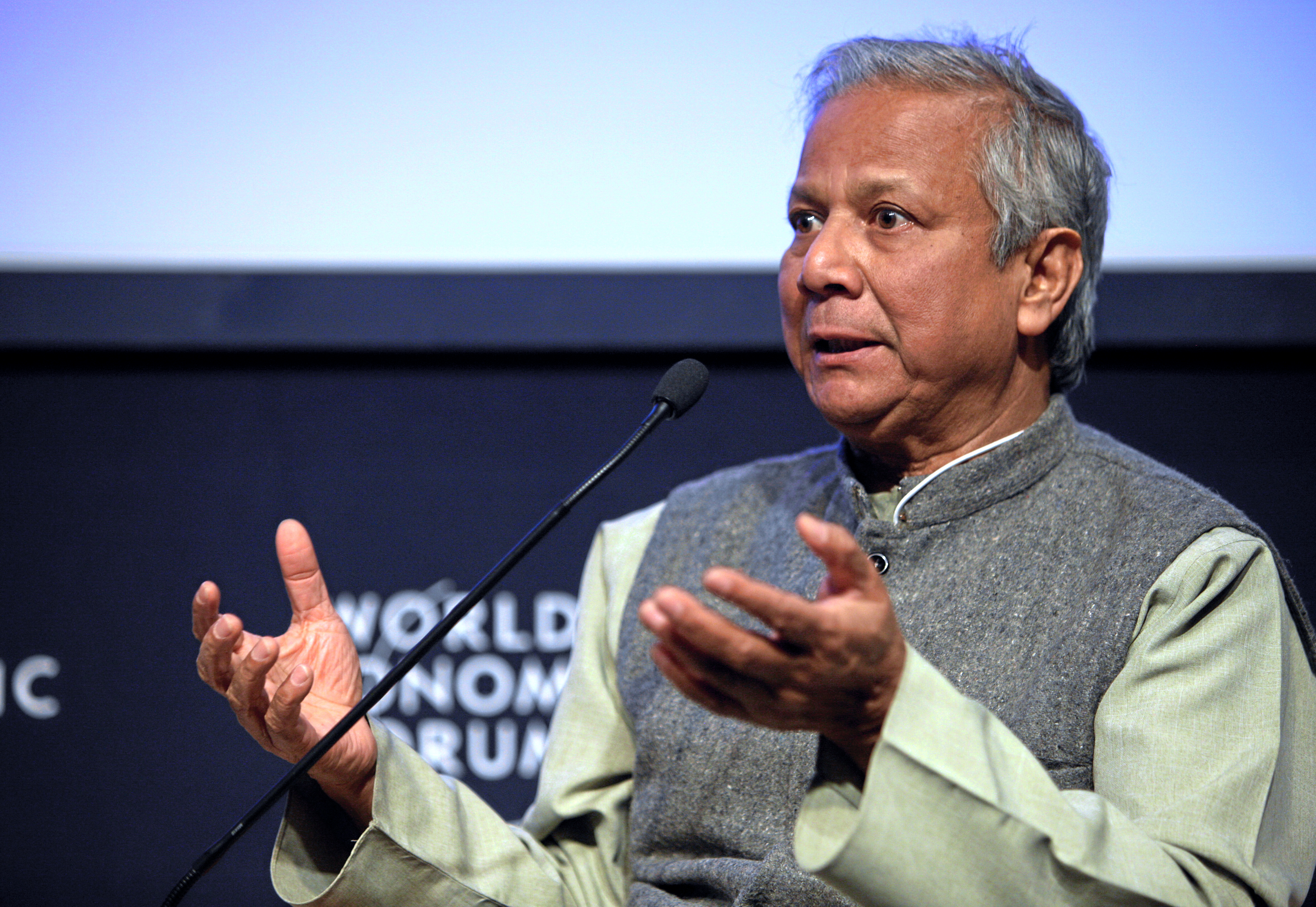
يونس في الاجتماع السنوي 2009 للمنتدى الاقتصادي العالمي في دافوس، سويسرا

في عام 1976 وخلال زياراته للأسر الأكثر فقراً في قرية جوربا قرب جامعة شيتاجونج، اكتشف أن القروض الصغيرة جداً يمكن أن تحدث فرقاً لهؤلاء الفقراء، حيث وجد مجموعة من النساء يصنعون من الخيزران أثاثاً يعتمدون على القروض الربوية لشراء الخيزران، ولهذا فإن حتى أرباحهم تذهب للمقرضين. ولم تكن البنوك التقليدية تريد أن توفر قروض صغيرة بفائدة معقولة للفقراء بسبب ارتفاع المخاطر الافتراضية على البنوك، ولكن محمد يونس كان يفضل أن تعطى مهلة أكبر للفقراء لسداد المال، وبالتالي أصر أن القروض الصغيرة قابلة للتطبيق في نموذج الأعمال. أقرض محمد يونس 27 دولار من أمواله الخاصة إلى 42 امرأة في القرية.
في ديسمبر عام 1976، أمن محمد يونس أخيرا على قرض من الحكومة عن طريق بنك جاناتا لإقراض الفقراء في قرية جوربا، وواصلت المؤسسة العمل، وتأمين قروض من البنوك الأخرى لمشاريعها، حيث وصل عدد المقترضين (28,000) بحلول عام 1982. في 1 أكتوبر 1983، بدأ المشروع التجريبي العملي لبنك متكامل لفقراء بنجلادش، وتمت تسميته بنك غرامين (بنك القرية). واجه محمد يونس وزملاؤه الكثير من مشاكل سواءاً من حركات يسارية راديكالية عنيفة ومن رجال الدين المحافظين والذين قالوا أن النساء لن يدفنوا على الطريقة الإسلامية إذا اقترضن المال من بنك غرامين. بحلول يوليو 2007، غرامين أقرضت 6.38 مليار دولار أمريكي على 7.4 مليون مقترض، ولضمان السداد، يستخدم البنك نظام «مجموعات التضامن» لدعم جهود بعضهم البعض في النهوض بالاقتصادي الذاتي.
في أواخر الثمانينيات، بدأ غرامين بالتنويع من خلال إحضار أحواض الصيد غير المستغلة ومضخات الري مثل الآبار الأنبوبية العميقة. وفي عام 1989، بدأت هذه المصالح المتنوعة بالمتزايد في منظمات مستقلة، حيث تحول مشروع مصائد الأسماك إلى (مؤسسة جرامين لمصايد الأسماك)، وتحول مشروع الري إلى (مؤسسة جرامين الزراعية). ومن ثم طور مبادرة غرامين إلى مجموعة متعددة الأوجه للمشاريع الربحية وغير الربحية، بما في ذلك المشاريع الكبرى مثل غرامين تراست وصندوق غرامين، فضلاً عن غرامين تليكوم التي تملك حصة في جرامينفون، وتعتبر أكبر شركة للهاتف الخاص في بنغلاديش.

## التكريم والجوائز
حصل محمد يونس على جائزة نوبل للسلام سنة 2006، مناصفةً مع بنك غرامين، لما بذلوه من جهود لخلق التنمية الاقتصادية والاجتماعية وذكرت لجنة نوبل النرويجية خلال تكريمه:
«وقد أظهر محمد يونس نفسه ليكون الزعيم الذي نجح في ترجمة الرؤى إلى إجراءات عملية لصالح الملايين من الناس، وليس فقط في بنغلاديش، ولكن أيضا في العديد من البلدان الأخرى. قد تكون القروض للفقراء دون أي ضمان مالي تبدو فكرة مستحيلة. لكن منذ بدايات متواضعة قبل ثلاثة عقود، ومن خلال بنك غرامين قبل كل شيء، جعل محمد يونس من القروض الصغيرة أداة أكثر أهمية من أي وقت مضى في الكفاح ضد الفقر.»
وكان محمد يونس أول بنغالي يحصل على جائزة نوبل. وبعد تلقي نبأ الجائزة الهامة، أعلن محمد يونس أنه سيستخدم جزءا من نصيبه من الجائزة (1,400,000 دولار) لإنشاء شركة لتقديم تكلفة منخفضة للمواد الغذائية للفقراء، في حين أن بقية الجائزة ستذهب لإقامة مستشفى العيون للفقراء في بنغلاديش.
الرئيس الأمريكي السابق بيل كلينتون كان يدافع لمنح جائزة نوبل لمحمد يونس. وفي خطاب ألقاه في جامعة كاليفورنيا في عام 2002، وصف الرئيس كلينتون محمد يونس بأنه «الرجل الذي كان يجب أن يفوز بجائزة نوبل منذ فترة طويلة.»
وهو واحد من سبعة أشخاص فازوا بجائزة نوبل للسلام، ووسام الحرية الرئاسي، وميدالية الكونغرس الذهبية. ومن الجوائز البارزة الأخرى: جائزة رامون ماجسايساي في عام 1984، وجائزة الغذاء العالمية، وجائزة سيمون بوليفار الدولية (1996)، وجائزة أميرة أستورياس للوفاق، وجائزة سيدني للسلام في عام 1998، وجائزة سيول للسلام في عام 2006. بالإضافة إلى ذلك، فقد منح محمد يونس 50 درجة دكتوراة فخرية من جامعات في 20 بلداً، و113 جائزة عالمية من 26 دولة مختلفة، بما في ذلك أوسمة الشرف من 10 دول.

## الحياة الشخصية
ينتمي محمد يونس بن حاجي محمد دُلها ميان بن حاجي محمد نَضوح ميان السوداكر إلى عائلة مسلمة ويستمر في إظهار عقيدة سنية خاصة. يشجع الجمهور على الانخراط في الدعاء مباشرة إلى الله جل وعلا، الذي يعترف به يونس علنا على أنه المصدر الأعلى للمساعدة والمدد، وباعتباره قادر كل شيئ.

## مركز يونس
مركز يونس الواقع في دكا، بنجلاديش، هو مؤسسة بحثية تركز على الأعمال الاجتماعية، وتخفيف حدة الفقر، والاستدامة. تأسس المركز في عام 2008 ويرأسه الدكتور يونس، ويروج لفلسفته في الأعمال الاجتماعية ويعمل كمركز موارد للمبادرات ذات الصلة. تشمل أنشطة المركز حملات القضاء على الفقر، والبحوث والمنشورات، ودعم الشركات الناشئة في مجال الأعمال الاجتماعية، وتنظيم قمة الأعمال الاجتماعية العالمية، وتطوير البرامج الأكاديمية في مجال الأعمال الاجتماعية مع الجامعات الدولية.

## وصلات خارجية
- محمد يونس على موقع أرشيف الشارخ.
- محمد يونس على موقع IMDb (الإنجليزية)
- محمد يونس على موقع الموسوعة البريطانية (الإنجليزية)
- محمد يونس على موقع مونزينجر (الألمانية)
- محمد يونس على موقع إن إن دي بي (الإنجليزية)
- عرض كتاب «تجربة بنك الفقراء» (حول تجربة جرامين بانك)
- موسوعة النجاح